# Klaus W. Zimmermann
Klaus W. Zimmermann (* 4. November 1944 in Haßlinghausen; † 1. September 2012 in Berlin) war Professor für Volkswirtschaftslehre, insbesondere Finanzwissenschaft an der Helmut-Schmidt-Universität / Universität der Bundeswehr in Hamburg.

## Biographie
Klaus W. Zimmermann studierte Volkswirtschaftslehre an der Universität Köln. Von 1970 bis 1975 war er Wissenschaftlicher Assistent am Finanzwissenschaftlichen Forschungsinstitut an der Universität zu Köln, wo er 1973 zum Dr. rer. pol. promoviert wurde. 1982 folgte die Habilitation für Wirtschaftliche Staatswissenschaften an der Universität zu Köln. Von 1976 bis 1985 war  Zimmermann Research Fellow am Internationalen Institut für Umwelt und Gesellschaft des Wissenschaftszentrum Berlin (WZB). 1986 übernahm er den Lehrstuhl an der Helmut-Schmidt-Universität / Universität der Bundeswehr Hamburg. Zudem war Zimmermann geschäftsführender Herausgeber der Zeitschrift für Umweltpolitik & Umweltrecht.

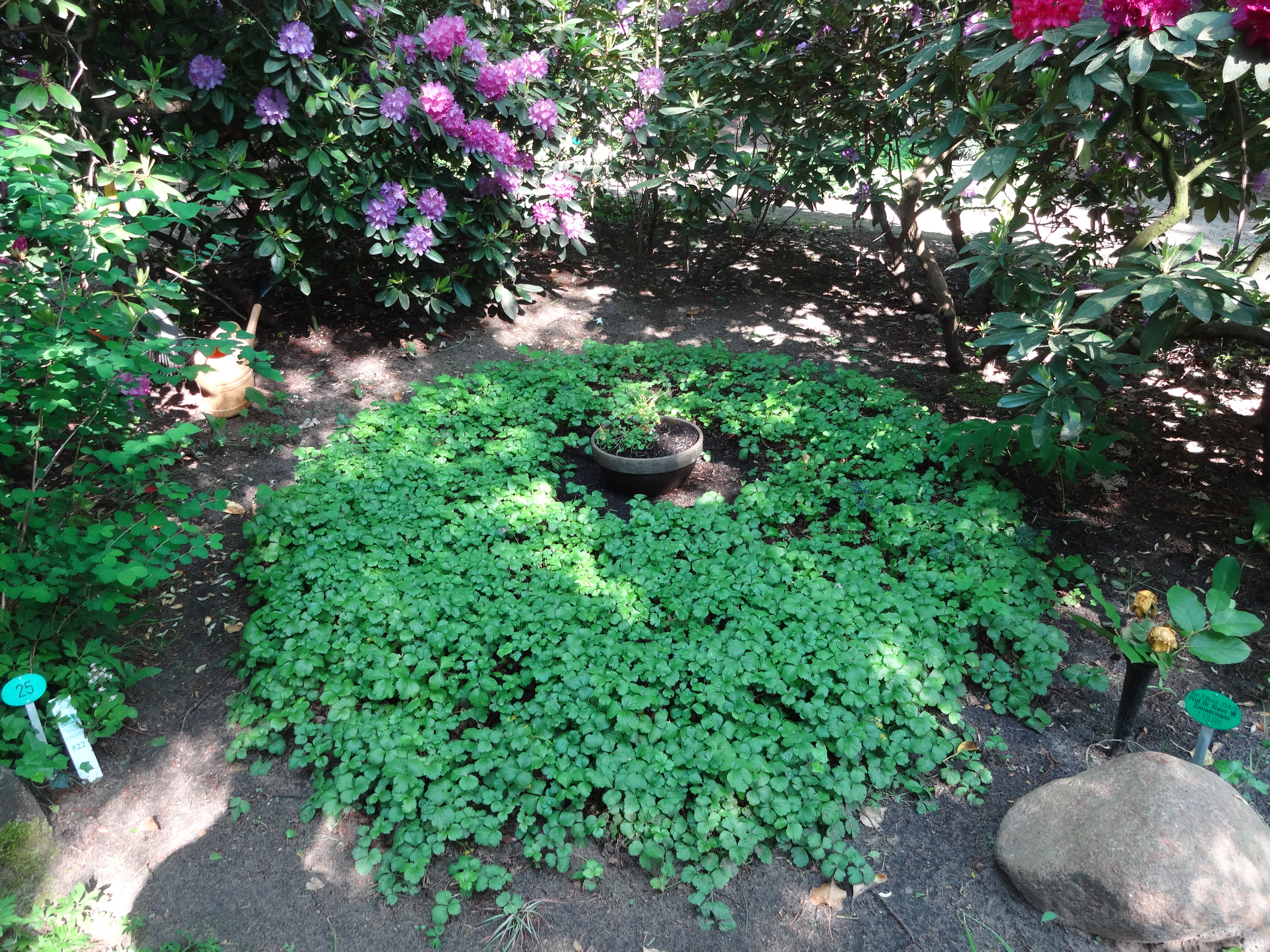
Grabstätte

Klaus W. Zimmermann starb unerwartet am 1. September 2012 im Alter von 67 Jahren. Die Trauerfeier fand am 26. September 2012 in der Kirche Zum Guten Hirten in Berlin-Friedenau statt. Seine letzte Ruhe fand Klaus W. Zimmermann auf dem landeseigenen Friedhof Heerstraße in Berlin-Westend (Grablage: II-Wald-25-A/B).

## Forschungsschwerpunkte
- Neue Politische Ökonomie (Public Choice)
- Neue Institutionenökonomik
- Verfassungsökonomik
- Behavioral Economics
- Umweltökonomik
- Policy Analysis

## Publikationen
- Interest Groups and Economic Performance: Some New Evidence (mit Daniel Horgos), in: Public Choice, Vol. 138, 2009, 301–315.
- Unanimous constitutional consent and the immigration problem (mit Stefan D. Josten), in: Public Choice, Vol. 125, 2005, S. 151–170.
- Komplikationen und Fallstricke in der Pigou-Analyse von Externalitäten, in: Jahrbuch für Wirtschaftswissenschaften, Vol. 53, 2002, S. 245–267.
- Interest Groups, Referenda, and the Political Process:On the Efficiency of Direct Democracy (mit Tobias Just), in: Constitutional Political Economy, Vol. 11,2000, S. 147–163.
- The double dividend: Miracle or fata morgana? (mit John D. Gaynor), in: Public Choice, Vol. 101, 1999, S. 39–58.
- Zur Politischen Ökonomie von Ökosteuern, in: ORDO, Vol. 47, 1996, S. 169 ff.
- Pennies From Heaven. Entry Fees to a Socialist „Paradise“ (mit Thomas R. Cusack), in: Public Choice, Vol. 81, 1994, S. 277 ff.